# Ведомственная охрана
Ведомственная охрана в Российской Федерации — специализированные государственные и негосударственные отраслевые и ведомственные вооружённые подразделения, предназначенные для защиты зданий, строений, сооружений, прилегающих к ним территорий и акваторий, транспортных средств, а также грузов, в том числе при их перевозке (транспортировке), денежных средств и иного имущества от противоправных посягательств и пожаров. Имеют право использовать боевое и служебное огнестрельное оружие, а также специальные средства (служебных собак, наручники, резиновые дубинки, средства остановки транспортных средств). Должностные лица государственной ведомственной охраны (созданной федеральными государственными органами) имеют право составлять протоколы об административных правонарушениях, осуществлять личный досмотр, досмотр вещей, находящихся при физическом лице, досмотр транспортного средства и другие процессуальные действия, установленные Кодексом Российской Федерации об административных правонарушениях. Основная должность работников ведомственной охраны федеральных государственных органов - «Стрелок» и «Контролёр».
В период с 1918 года по 1999 год в Союзе ССР и России ряд государственных министерств, организаций, учреждений, промышленных и транспортных предприятий, воинских частей имел право самостоятельно охранять имущество, для чего в штатный состав включались вольнонаемные работники, осуществлявшие охрану важных объектов и грузов, в том числе с огнестрельным оружием, — отсюда название «ведомственная военизированная охрана» (ВОХР). С 1999 года, в связи с ликвидацией системы военизированной охраны и изданием Федерального закона от 14 апреля 1999 года № 77-ФЗ «О ведомственной охране», в Российской Федерации используется название «ведомственная охрана». В отличие от военизированной охраны, ведомственная охрана не является парамилитарным формированием.

## История
В советский период для защиты имущества от противоправных посягательств различные государственные ведомства (совнархозы, исполкомы Советов депутатов трудящихся, министерства, предприятия, учреждения, организации и др.) имели право иметь в штате вольнонаемных вооружённых работников (сторожей, вахтёров) либо создавать специализированные ведомственные вооружённые подразделения, которые со временем стали обобщенно называть промышленной охраной, ведомственной охраной. 
С 1924 года по 1999 год в СССР и России действовала ведомственная военизированная охрана.

## Ведомственная охрана в Российской Федерации
С 1999 года деятельность ведомственной охраны регулируется Федеральным законом от 14 апреля 1999 г. № 77-ФЗ «О ведомственной охране».
Федеральным законом от 14 апреля 1999 года № 77-ФЗ «О ведомственной охране» установлено, что федеральные органы исполнительной власти имеют право создавать только государственную ведомственную охрану. Федеральным законом могут быть установлены имеющие право на создание ведомственной охраны федеральные государственные органы, не являющиеся федеральными органами исполнительной власти, организации (ст. 5).
С 1999 по 2003 г. ведомственные охраны являлись структурными подразделениями министерств. С 2003 года в связи с проводимой административной реформой большинство ведомственных охран было преобразовано в юридические лица, находящиеся в ведении соответствующих федеральных министерств и агентств.
По состоянию на начало 2017 года в России фактически созданы две системы ведомственной охраны: государственная (около 120 тыс. чел. без учёта ВО Минобороны России) и негосударственная (более 60 тыс. чел).
Постановлением Правительства РФ от 11 февраля 2005 г. № 66 «Вопросы реформирования вневедомственной охраны МВД России, в результате реформирования вневедомственной охраны для оказания услуг по охране объектов различных форм собственности был создан ФГУП «Охрана МВД России» (с 2016 года ФГУП Охрана Росгвардии).

### Государственная ведомственная охрана федеральных государственных органов

#### ведомственная охрана федеральных органов исполнительной власти
Постановлением Правительства Российской Федерации от 12 июля 2000 г. № 514 «Об организации ведомственной охраны» был утвержден перечень федеральных органов исполнительной власти, имеющих право на создание государственной ведомственной охраны.
На февраль 2020 г. следующие 6 федеральных органов исполнительной власти, из указанных в перечне, создали государственную ведомственную охрану:
- Министерство по чрезвычайным ситуациям[5]. Численность 646 чел.;
- Министерство обороны Российской Федерации — c 2000 года ведомственная охрана создана в составе воинских частей и организаций Вооружённых Сил Российской Федерации и состоит из подразделений военизированной охраны, применяемых для охраны особо важных и режимных объектов, и сторожевой охраны, применяемых для охраны других объектов[6]. Численность не раскрывается;
- Министерство финансов Российской Федерации — создано 19.08.2002 (по данным из ЕГРЮЛ) федеральное казённое учреждение "Государственное учреждение «Ведомственная охрана Министерства финансов Российской Федерации»[7][8] Численность 6608 чел.;
- Министерство транспорта Российской Федерации — в 2002 году создано ФГУП «Управление ведомственной охраны Министерства транспорта Российской Федерации», численность — 14082 чел в 12 филиалах[9];
- Федеральное агентство железнодорожного транспорта — ФГП «Ведомственная охрана железнодорожного транспорта Российской Федерации» (ФГП ВО ЖДТ России)[10] создано в 2003 году на основе существовавшей ранее военизированной охраны Министерства путей сообщения РФ[11] (дата создания 9 декабря 1921 года). Является стратегическим предприятием[12] и наиболее крупным юридическим лицом среди организаций ведомственной охраны в РФ, численность около 65 тыс. человек.
- Федеральное агентство по государственным резервам (Росрезерв) Ведомственная охрана Росрезерва состоит отдельных команд ведомственной охраны, которые созданы в организациях системы государственного резерва и являются структурными подразделениями этих организаций[13] Численность 4615 чел.

Министерство строительства и жилищно-коммунального хозяйства Российской Федерации и Министерство регионального развития Российской Федерации ведомственную охрану не создали (из Перечня исключены). Министерство промышленности и торговли Российской Федерации в январе 2017 г. передало ведомственную охрану во ФГУП «Охрана» Росгвардии.
В ноябре 2017 года было утверждено Положение о ведомственной охране Министерства культуры Российской Федерации. На 27 ноября 2018 года данные в ЕГРЮЛ о создании отсутствуют.
В 2015 году предполагалось наделить Министерство образования Российской Федерации правом создания государственной ведомственной охраны, однако по неизвестным причинам инициатива была остановлена. 
Министерство цифрового развития, связи и массовых коммуникаций Российской Федерации фактически лишилось права создавать ведомственную охрану в связи с передачей ФГУП «СВЯЗЬ-Безопасность» (численность 15653 чел. в 72 филиалах) в ведение Росгвардии. С 25.10.2018 предприятие присоединено к ФГУП «Охрана» Росгвардии
21 октября 2019 года к ФГУП «Охрана» Росгвардии присоединено ФГУП «Ведомственная охрана» Минэнерго России (более 18000 сотрудников в 41 филиале) и ФГУП «Ведомственная охрана Минсельхоза России» (создано в 2002 году, более 300 сотрудников).
20 февраля 2020 года Главное управление специальных программ президента Российской Федерации получило право создавать ведомственную охрану.

#### ведомственная охрана федеральных государственных органов, не являющихся федеральными органами исполнительной власти
Право создания государственной ведомственной охраны предоставлено в августе 2017 года Генеральной прокуратуре, Следственному комитету и Судебному департаменту при Верховном Суде Российской Федерации;
На февраль 2020 года ведомственная охрана указанными федеральными государственными органами не создана.

## Ведомственная охрана иных юридических лиц
Создание ведомственной охраны государственных корпораций и иных юридических лиц, стало возможно вследствие целенаправленной деятельности законодателей, которые не предусмотрели создание государственных предприятий и государственных учреждений госкорпорациями.
- Государственная корпорация «Ростех» — АО «РТ-Охрана» (ранее ЗАО «РТ-Охрана») — первая в России негосударственная ведомственная охрана (по данным ЕГРЮЛ от 21.07.2010), входит в состав холдинговой компании АО «СИБЕР». Численность сотрудников — 9911 человек[23][24].
- Государственная корпорация «Росатом» — в 2003 году создано ФГУП «Атом-охрана»[25], которое было преобразовано в Акционерное общество «Ведомственная охрана Росатома»[26][27] (согласно данным ЕГРЮЛ от 23.03.2019). В структуру АО «Атом-охрана» входят 6 Межрегиональных управлений ведомственной охраны, осуществляющих защиту объектов, расположенных в 37 субъектах Российской Федерации. Численность более 9,5 тыс. человек[28].
- Государственная корпорация «Роскосмос» — в состав корпорации, созданной в августе 2015 г., входило ФГУП "Научно-технический центр «Охрана» (создано 18 октября 1991 г.)[29], которое с 2001 года находилось в ведении Федерального космического агентства[30]. 3 мая 2018 года ФГУП НТЦ «Охрана» было преобразовано в Акционерное общество Научно-технический центр «Охрана»[31]. Численность 5386 чел.
- Правительство Москвы — ООО ЧОО «Столичная безопасность» (по данным из ЕГРЮЛ — с 13.10.2011).[32] Учредитель департамент городского имущества Москвы), единственная охрана, которая созданна исполнительным органом субъекта и местного самоуправления в форме частной охраны, в порядке статьи 15.1 Закона РФ «О частной детективной и охранной деятельности в РФ» и части 2 Правил предоставления права учреждения частной охранной организации юридическим лицом, осуществляющим иную деятельность, кроме охранной» утверждённых Правительством РФ от 24.02.2010 N 82 которая была отнесена к стратегическому городу, как к стратегическому предприятию.[33]
- АО «Российские железные дороги» — ООО ОП «РЖД-Охрана» (по данным из ЕГРЮЛ — с 15.12.2009).[34]
- ПАО «Газпром» — ООО ЧОО «Газпром Охрана» (по данным из ЕГРЮЛ — с 30.04.2015), Численность — 18597 чел.[35][36]
- ПАО «Роснефть» — ООО «РН-ведомственная охрана» (по данным из ЕГРЮЛ — с 23.10.2015), — Численность 1028 чел.[37]
- ПАО "Транснефть[37] — ООО «Транснефть-Охрана»[38] (по данным из ЕГРЮЛ — с 10.06.2014). Численность — 15743 чел.
- АК «АЛРОСА» (ПАО)[39] — 15.05.2018 Правительством РФ утверждено Положение о ведомственной охране[40] на основании которого будут создаваться вооружённые подразделения охраны.
- Центральный банк Российской Федерации (Банк России) — Российское объединение инкассации (РОСИНКАС) частично наделено правами ведомственной охраны.

## Средства идентификации работников и транспортных средств ведомственной охраны
Работники ведомственной охраны обязаны исполнять должностные обязанности в форменной одежде и иметь при себе служебное удостоверение и жетон, образцы которых разработаны и утверждены имеющими право на создание ведомственной охраны федеральными государственными органами и организациями. Не допускается использование образцов форменной одежды, применяемых в государственных военизированных организациях (Минобороны России, МВД России и др).
Форменная одежда и жетоны являются индивидуальными идентификаторами, позволяющими гражданам визуально определить принадлежность работника ведомственной охраны к лицам, наделённым полномочиями в соответствии с законодательством Российской Федерации и реализующим их в рабочее время. Жетоны обычно выполняют в виде нагрудных металлических знаков с изображением эмблемы (логотипа) ведомства, организации и порядкового учётного номера, с надписями, указывающими на принадлежность к ведомственной охране.
На форменной одежде, в зависимости от ведомства, традиций и условий работы, размещаются кокарды, петличные знаки, нарукавные знаки, нагрудные знаки, наплечные знаки (накладки), нашивки (нагрудные и на спину).
На наплечных знаках изображаются (прикрепляются) официальные эмблемы, звезды, лычки, надписи, правила размещения которых регламентируются ведомственными нормативными документами.
Знаки различия устанавливаются в зависимости от должностей (профессий) работников ведомственной охраны.
В некоторых ведомственных охранах в качестве нагрудного знака и надкокардной эмблемы используются знаки принадлежности к виду транспорта:
- ведомственная охрана Минтранса России — «окрыленная роза ветров»[44];
- ведомственная охрана Росжелдора — эллипсообразное колесо с крыльями[45]

На оперативных транспортных средствах (автомобилях, катерах и др.), принадлежащих ведомственной охране, размещают официальные эмблемы и логотипы, надписи, содержащие слова «ведомственная охрана», сокращённые наименования организаций, например «СВЯЗЬ-БЕЗОПАСНОСТЬ».

Петличный знак ведомственной охраны Росжелдора с официальной эмблемой Предприятия
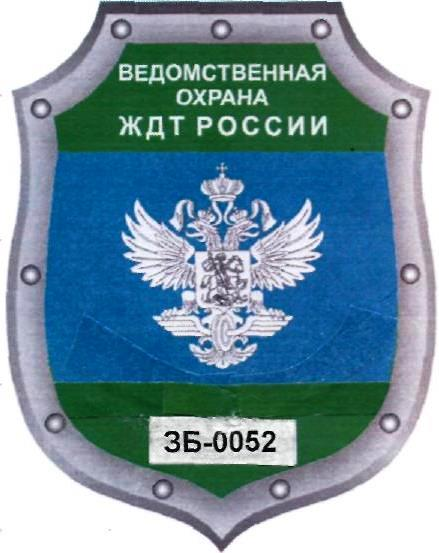
Жетон (нагрудный знак) ведомственной охраны железнодорожного транспорта

## Правовой статус государственной и негосударственной ведомственной охраны
Должностные лица государственной ведомственной охраны, обозначенные в нормативных правовых актах федеральных государственных органов, имеют право осуществлять следующие процессуальные действия, установленные Кодексом Российской Федерации об административных правонарушениях от 30 декабря 2001 г. № 195-ФЗ (с учётом примечания к ст. 2.4):
а) меры обеспечения производства по делу об административном правонарушении:
- доставление;
- административное задержание;
- личный досмотр, досмотр вещей, находящихся при физическом лице;
- осмотр принадлежащих юридическому лицу или индивидуальному предпринимателю помещений, территорий и находящихся там вещей и документов;
- досмотр транспортного средства;
- изъятие вещей и документов;
- арест товаров, транспортных средств и иных вещей.

б) составление протоколов об административных правонарушениях на основании:
- части 3 статьи 20.2.2 «Организация массового одновременного пребывания и (или) передвижения граждан в общественных местах, повлекших нарушение общественного порядка»;
- части 1 статьи 20.17 «Нарушение пропускного режима охраняемого объекта».

На основании пункта 7.1 статьи 1 Федерального закона от 9 февраля 2007 г. № 16-ФЗ «О транспортной безопасности» защиту объектов транспортной инфраструктуры и транспортных средств от актов незаконного вмешательства (в том числе на основании договора с субъектом транспортной инфраструктуры) могут осуществлять подразделения ведомственной охраны федеральных органов исполнительной власти в области транспорта:
- ФГП «Ведомственная охрана железнодорожного транспорта Российской Федерации»[48];
- ФГУП «Управление ведомственной охраны Министерства транспорта Российской Федерации».

В связи с приватизацией возникает юридическая коллизия: должностные лица акционерного общества не имеют право осуществлять процессуальные действия, установленные Кодексом Российской Федерации об административных правонарушениях (с учётом примечания к ст. 2.4) для государственной ведомственной охраны, например личный досмотр, досмотр вещей, находящихся при физическом лице. В связи с чем негосударственная ведомственная охрана становится в один ряд с частными охранными организациями. Такое положение может на практике привести к обоснованным жалобам граждан на незаконные действия работников акционерных обществ.
В соответствии со статьями 71 и 72 Конституции Российской Федерации в ведении Российской Федерации, в том числе, находятся: оборона и безопасность. Государственные задачи как предметы ведения государства сами по себе не подлежат передаче или делегированию частным субъектам, хотя последние и могут привлекаться к их решению. Соответственно, правоведов и иных специалистов удивляет позиция законодателей, Правительства РФ, МВД России, Росгвардии, которые декларируют правовое государство, но не обращают внимание на имеющуюся конкуренцию норм законодательства о ведомственной охране и административного законодательства, которое не распространяется на деятельность негосударственных организаций. Остается открытым вопрос участия негосударственных организаций по защите охраняемых объектов при введении военного положения.
Некоторые специалисты высказывают опасение, что возникновение множества негосударственных ведомственных армий, вооружение корпораций — тенденция в российских условиях достаточно тревожная и опасная для общества из-за неуправляемости корпоративных силовиков.

## Оружие и специальные средства
В соответствии со статьёй 9 Федерального закона «О ведомственной охране» работники ведомственной охраны при исполнении должностных обязанностей имеют право на использование специальных средств и служебного огнестрельного оружия. Виды, типы и модели служебного огнестрельного оружия, патронов к нему, а также нормы обеспечения ими работников ведомственной охраны определяются Правительством Российской Федерации. Оборот служебного огнестрельного оружия, боевого ручного стрелкового оружия, патронов и боеприпасов к нему осуществляется в порядке, установленном законодательством Российской Федерации об оружии. При этом в силу статьи 1 Федерального закона от 13.12.1996 № 150-ФЗ  «Об оружии»  под оборотом оружия понимается, в том числе, и его передача, приобретение, учёт, хранение, ношение, перевозка, транспортирование, использование, изъятие и уничтожение.
На основании статей 4 и 12 Федерального закона  «Об оружии» ведомственные охраны, созданные в виде юридических лиц, а также государственные  учреждения Росрезерва, являются юридическими лицами с особыми уставными задачами, которые могут получать в органах внутренних дел боевое ручное стрелковое оружие для исполнения возложенных на них федеральным законом обязанностей по охране особо важных объектов, а также при транспортировании особо опасных грузов, оружия, боеприпасов и др.
В соответствии с постановлениями Правительства РФ от 30.12.1999 № 1436 «О специальных средствах и огнестрельном оружии, используемых ведомственной охраной», от 15.05.2010 № 333 "О специальных средствах и огнестрельном оружии, используемых ведомственной охраной Государственной корпорации по атомной энергии «Росатом», от 12.11.2010 № 894 "О специальных средствах и огнестрельном оружии, используемых ведомственной охраной Государственной корпорации по содействию разработке, производству и экспорту высокотехнологичной промышленной продукции «Ростехнологии» на вооружении подразделений ведомственной охраны могут быть:
1) Отдельные типы и модели боевого ручного стрелкового оружия (получаются в органах внутренних дел юридическими лицами с особыми уставными задачами во временное пользование):
- пистолет Макарова ПМ; пистолет-пулемёты ПП-91, ПП-93, ОЦ-02 «Кипарис»; ПП-19 «Бизон-2».
- 7,62-мм автоматы Калашникова АКМ (АКМС).
- также, работники ведомственной охраны могут использовать до вывода из эксплуатации по техническому состоянию револьверы системы «наган», пистолеты ТТ и ПМ, 7,62-мм карабины, 5,45-мм автоматы Калашникова и иное ранее приобретённое в установленном порядке боевое ручное стрелковое оружие[54].

В соответствии с постановлением правительства РФ от 15.10.1997 № 1314 «Об утверждении Правил оборота боевого ручного стрелкового и иного оружия, боеприпасов и патронов к нему, а также холодного оружия в государственных военизированных организациях» ведомственная охрана в государственных военизированных организациях (Минобороны России, МЧС России и др.) использует типы и модели боевого ручного стрелкового оружия, имеющиеся на вооружении указанных организаций, для защиты охраняемых объектов, являющихся государственной собственностью и находящихся в сфере ведения соответствующих государственных военизированных организаций.
Работникам ведомственной охраны запрещается использовать боевое ручное стрелковое оружие при защите объектов, не отнесённых к ведению соответствующих государственных военизированных организаций.
2) Служебное огнестрельное оружие:
- Пистолет ИЖ-71, револьвер РСЛ-1;
- Огнестрельное гладкоствольное длинноствольное оружие калибров 12/70, 12/76, 16/70, 16/76, 20/70, 20/76, 410/76, разрешённое к обороту на территории Российской Федерации, пулевые патроны и патроны с резиновой картечью к этому оружию.

3) Специальные средства несмертельного действия:
- Механические распылители, аэрозольные и другие устройства, снаряжённые слезоточивыми или раздражающими веществами, разрешёнными к применению гражданами в целях самообороны.
- Палки резиновые специальные: Пр-73, Пр-73М, Пр-89,Пр-90;
- Наручники;
- Средства принудительной остановки транспорта:
  - устройство остановки автотранспорта «Диана»;
  - средство принудительной остановки транспорта автозаградитель «Гарпун»;
  - заграждение автомобильное портативное «Лиана-9000» — только на вооружении ведомственной охраны Росатома и Ростехнологии;
  - пост остановки колесного автотранспорта «Покат-3000У» — только на вооружении ведомственной охраны Росатома и Ростехнологии.
- Электрошоковые устройства российского производства, имеющие выходные параметры, соответствующие требованиям государственных стандартов Российской Федерации и нормам Минздрава России для гражданского оружия самообороны, и огнестрельное бесствольное оружие самообороны.

4) Служебные собаки.

## Охраняемые объекты
Охраняемые объекты — здания, строения, сооружения, прилегающие к ним территории и акватории, транспортные средства, а также грузы, в том числе при их транспортировке, денежные средства и иное имущество, подлежащие защите от противоправных посягательств.
- Государственная ведомственная охрана федеральных государственных органов осуществляет защиту:
  - охраняемых объектов, являющихся государственной собственностью и (или) находящихся в сфере ведения соответствующих федеральных государственных органов;
  - охраняемых объектов иных форм собственности, находящихся в сфере ведения соответствующих федеральных государственных органов, в соответствии с заключёнными договорами.
- Государственная ведомственная охрана Госкорпорации «Росатом» осуществляет защиту объектов:
  - являющихся собственностью Госкорпорации «Росатом» (в том числе закреплённых за её учреждениями на праве оперативного управления);
  - являющихся собственностью акционерных обществ (их дочерних обществ) Государственной корпорации по атомной энергии «Росатом»;
  - являющихся федеральной собственностью и закреплённых на праве хозяйственного ведения за подведомственными Госкорпорации «Росатом» федеральными государственными унитарными предприятиями;
- Ведомственная охрана Госкорпорации «Роскосмос» осуществляет защиту объектов:
  - являющихся собственностью Госкорпорации «Роскосмос» (в том числе закреплённых за её учреждениями на праве оперативного управления);
  - являющихся собственностью акционерных обществ (их дочерних хозяйственных обществ) Госкорпорации «Роскосмос»;
  - являющихся федеральной собственностью и закреплённых на праве хозяйственного ведения или оперативного управления за государственными унитарными предприятиями и федеральными государственными учреждениями, в отношении которых Госкорпорации «Роскосмос» осуществляет от имени Российской Федерации права собственника имущества (функции учредителя);
- Негосударственная ведомственная охрана Госкорпорации «Ростех» осуществляет защиту объектов:
  - являющихся собственностью Госкорпорации «Ростех»;
  - являющихся федеральной собственностью и закреплённых на праве хозяйственного ведения за федеральными государственными унитарными предприятиями, в отношении которых Госкорпорация «Ростех» осуществляет права собственника имущества;
  - являющихся собственностью организаций Госкорпорации «Ростех».
- Негосударственная ведомственная охрана ПАО «Газпром» (организации — собственника Единой системы газоснабжения) осуществляет защиту объектов топливно-энергетического комплекса, принадлежащих на праве собственности указанной организации и (или) её дочерним обществам, и продукции, поставляемой по государственному контракту.
- Негосударственная ведомственная охрана ПАО «Транснефть» (осуществляющего управление системой магистральных нефтепроводов и нефтепродуктопроводов, принадлежащих ему и (или) акционерным обществам, более 50 процентов голосующих акций (долей в уставном капитале) которых находится в собственности этого стратегического акционерного общества или его дочерних обществ) осуществляет защиту объектов топливно-энергетического комплекса, принадлежащих на праве собственности указанным организациям, и продукции, поставляемой по государственному контракту.
- Негосударственная ведомственная охрана ПАО «Роснефть» (ведущего деятельность по добыче и переработке углеводородного сырья), осуществляет защиту объектов топливно-энергетического комплекса, принадлежащих на праве собственности указанному стратегическому акционерному обществу и (или) его дочерним обществам, и продукции, поставляемой по государственному контракту.
- Негосударственная ведомственная охрана АК «АЛРОСА» (ПАО) (ведущего деятельность по добыче природных алмазов), осуществляет защиту объектов алмазодобывающей промышленности, принадлежащих на праве собственности указанному стратегическому акционерному обществу и его дочерним обществам.

Перечень охраняемых объектов определяется имеющими право на создание ведомственной охраны федеральными государственными органами и организациями и утверждается в порядке, установленном Правительством Российской Федерации.
В соответствии с постановлением Правительства РФ от 12.07.2000 № 514 «Об организации ведомственной охраны» перечни охраняемых объектов, а также вносимые в них изменения утверждаются руководителями соответствующих федеральных государственных органов и организаций по согласованию с Росгвардией. Руководители федеральных государственных органов, являющихся военизированными организациями, указанные перечни утверждают без согласования с Росгвардией.
Необходимо учитывать, что с 1999 по 2003 г. Федеральный закон «О ведомственной охране» распространялся на ведомственные охраны, которые являлись структурными подразделениями министерств и осуществляли охрану стационарных объектов государственной собственности на основании перечней, которые формировались с учётом важности и уязвимости объектов.
Для некоторых ведомственных охран охраняемые объекты установлены международными соглашениями (договорами) и федеральными законами. Например, ведомственная охрана Росжелдора в соответствии со ст. 23 Федерального закона «О железнодорожном транспорте в Российской Федерации», распоряжением Правительства РФ от 27.06.2009 № 891-р и договором с ОАО «Российские железные дороги» охраняет наиболее важные объекты железнодорожного транспорта (мосты, тоннели, виадуки, парки железнодорожных станций и др.). На основании указанной статьи Правительство Российской Федерации распоряжением от 23 июля 2015 г. № 1424-р утвердило перечень специальных грузов, перевозимых железнодорожным транспортом общего пользования, подлежащих охране подразделениями ведомственной охраны Росжелдора. К специальным грузам отнесены взрывчатые материалы, топливо для реактивных двигателей, бензин, дизтопливо, метанол, пропан, бутан, гражданское, служебное, боевое ручное стрелковое оружие и патроны к нему, холодное оружие, грузы, следующие в адреса посольств и постоянных представительств иностранных государств и отправляемые ими, грузы гуманитарной помощи, отдельные воинские грузы, а также изделия, содержащие носители сведений, отнесённых к государственной тайне.
На основании части 2 статьи 23 Федерального закона «О железнодорожном транспорте в Российской Федерации», статьи 17 Федерального закона «Устав железнодорожного транспорта Российской Федерации», а также приказа Минтранса России от 4 марта 2019 г. № 70, ведомственная охрана Росжелдора осуществляет охрану грузов, перевозимых железнодорожным транспортом общего пользования по территории Российской Федерации, в том числе опасных на договорных условиях с перевозчиком, грузоотправителем, грузополучателем или экспедиторской организацией. Большая часть указанных грузов не относится к государственной собственности.

## Попытки ликвидации, конкурентная борьба, приватизация, присоединение к ФГУП «Охрана» Росгвардии
В связи с созданием негосударственных организаций, осуществляющих охрану имущества, а также ФГУП «Охрана» МВД России (в настоящее время ФГУП «Охрана» Росгвардии), неоднократно различные органы и организации пытались частично либо полностью ликвидировать систему ведомственной охраны. Одним из способов являлись неоднозначные толкования законодательных норм.
18.04.2002 депутаты Г. В. Гудков (бывший президент охранного объединения «Оскордъ»), М. И. Гришанков, С. И. Загидуллин (бывший президент Ярославской областной общественной организации "Ассоциация «Собос» («Системы обеспечения безопасности, охрана, собственность»), А. Д. Куликов, Г. И. Райков, В. И. Черепков внесли на рассмотрение в Государственную Думу Федерального Собрания Российской Федерации законопроект № 200212-3, которым предусматривалось оставить ведомственной охране право осуществлять охрану только объектов государственной формы собственности.
Негативными последствиями принятия указанного законопроекта стала бы передача большинства объектов инфраструктуры Российской Федерации и перевозимых грузов под охрану частных охранных предприятий, что означало бы фактическую ликвидацию системы государственной ведомственной охраны и ослабление защиты особо важных объектов не государственной формы собственности. Законопроект был подготовлен в интересах частных охранных организаций (ЧОО), при этом за ними сохранялось бы право охранять объекты государственной собственности (объекты здравоохранения, образования и т. п.). 10.12.2002 депутаты отозвали законопроект.
В 2006 году заместитель министра экономического развития и торговли А. В. Шаронов пытался провести мероприятия по ликвидации ведомственной охраны. Однако столкнулся с противодействием силовых министерств, которые охладили пыл заслуженного экономиста.
В 2014 году частные охранные компании и связанные с ними общественные организации открыто заявили, что намерены бороться с государственными охранными организациями и обратиться за помощью в Федеральную антимонопольную службу.. Представители негосударственной сферы безопасности (НСБ) ссылаются на законодательство о ВТО и конкуренции. Вместе с тем нормы ВТО не снимают обязанностей с органов государственной власти по защите жизни, здоровья, прав и законных интересов граждан, обеспечению обороны страны и безопасности государства. Соответственно, указанные полномочия государства регулируются внутренним законодательством. Государственные и муниципальные задачи как предметы ведения государства и вопросы местного значения сами по себе не подлежат передаче или делегированию частным субъектам, хотя последние и могут привлекаться к их решению.
В соответствии с действующим законодательством большинство организаций, имеющих негосударственную организационно-правовую форму (ОАО, ЗАО и др.), не обременены обязанностями по защите интересов государства, не имеют права реализовывать специальные полномочия по защите охраняемых объектов, которые предоставлены законодателем только государственным охранным организациям: применять меры обеспечения производства по делу об административном правонарушении, определённые Кодексом Российской Федерации об административных правонарушениях; обеспечивать сохранность сведений, составляющих государственную и иную охраняемую законом тайну; использовать боевое оружие; осуществлять защиту охраняемых объектов при введении военного положения.
16 апреля 2014 года депутат А. К. Луговой внес на рассмотрение в Государственную Думу Федерального Собрания Российской Федерации проект Федерального закона "О внесении изменений в Федеральный закон «О ведомственной охране» № 500359-6, который содержал нормы, направленные на ликвидацию системы государственной ведомственной охраны под предлогом развития конкуренции на рынке охранных услуг. Однако, Правительство РФ, МВД РФ и иные министерства и агентства выступили против. Депутат вынужден был отозвать законопроект.
При этом лидеры НСБ не собираются сдаваться, например в ноябре 2017 г. заявлено следующее:

Всегда лидеры охранного сообщества в своей работе придерживаются одной мысли: интересы частные, а цели государственные. Костяк НСБ составляют те, кто давал присягу Родине. Они готовы занять свое место в системе обеспечения общественной безопасности, реализации стратегии национальной безопасности.
Наше сообщество подготовило для органов власти ряд предложений по изменению в законодательной сфере. Эта работа никогда не останавливается…

В 2017 году Росгвардия начала поглощение государственных унитарных предприятий ведомственной охраны. Так, Министерство промышленности и торговли Российской Федерации в 2002 году создало ФГУП «Ведомственная охрана объектов промышленности России».
Согласно распоряжению Правительства Российской Федерации от 18 января 2017 г. № 28-р указанное предприятие было присоединено к ФГУП «Охрана» Росгвардии. Декларируется, что более 18 тысяч сотрудников продолжат свою работу с сохранением заработной платы, льгот и надбавок в установленном ранее размере.
В соответствии Прогнозным планом приватизации федерального имущества, утверждённым распоряжением Правительства РФ от 8 февраля 2017 года № 227-р предусматривается приватизация в 2017—2019 годах следующих ФГУП ведомственной охраны:
- «СВЯЗЬ — безопасность» (Минкомсвязь России) — 10.10.2018 исключено из плана[66];
- "Научно-технический центр «Охрана» (ГК «Роскосмос») — предприятие подлежит преобразованию в акционерное общество с последующей передачей 100 процентов акций ГК «Роскосмос» в качестве имущественного взноса Российской Федерации.

С 2014 года Росимущество, ряд министерств и агентств проводят плановую работу, направленную на изменение организационно-правовой формы ФГУПов ведомственной охраны. Вместе с тем 25 лет практической деятельности показали, что федеральное государственное унитарное предприятие является наиболее оптимальной организационно-правовой формой для создания и функционирования ведомственной охраны федеральных органов исполнительной власти, полномочия которых в отношении подведомственных им организаций определены постановлением Правительства Российской Федерации от 3.12.2004 № 739 «О полномочиях федеральных органов исполнительной власти по осуществлению прав собственника имущества федерального государственного унитарного предприятия».
ФГУПы, в отличие от негосударственных юридических лиц, не только являются крупными налогоплательщиками, но и ежегодно отчисляют 25 % прибыли в федеральный бюджет в соответствии со ст. 17 Федерального закона «О государственных и муниципальных унитарных предприятиях». Чем больше объектов охраняет предприятие, тем больше финансовых средств оно может направить на решение государственных задач. Например, для ФГУП «СВЯЗЬ — безопасность» в 2016 году было утверждено перечисление 8 млн. 530 тыс. рублей (25 % от чистой прибыли предприятия за 2015 г.). Соответственно, после приватизации государство не будет получать дополнительный доход.
В июле 2017 г. зафиксирован случай конкурентной борьбы ФГУП «Охрана» Росгвардии с предприятиями ведомственной охраны (ФГУП «СВЯЗЬ-безопасность» и ФГП ВО ЖДТ России) за заключение государственного контракта на охрану объекта, находящегося в ведении Следственного управления Следственного комитета Российской Федерации по Республике Мордовия
В октябре 2018 г. к ФГУП «Охрана» Росгвардии присоединено ФГУП «СВЯЗЬ-безопасность», ранее находящееся в ведении Минкомсвязи России

## Реформирование системы ведомственной охраны

### Минобороны России
Летом 2009 года у Министра обороны А.Э. Сердюкова рассматривался вопрос создания ОАО «Оборонохрана» в виде управляющей компании с целью привлечения частных охранных организаций для охраны объектов Министерства обороны Российской Федерации (Минобороны России). Рабочая группа представила полный пакет документов для создания указанного ОАО. В марте 2010 года Министр обороны принял решение отказаться от охраны объектов силами частных охранных организаций из-за их слабой вооруженности. Было предложено создать ОАО «Оборонохрана» в виде самостоятельной охранной структуры.
Министр обороны рассмотрел представленные документы по созданию стратегического ОАО «Оборонохрана» и поручил согласовать их с ведомствами Минобороны России. В начале мая 2010 года было предложено создать военную полицию и передать ей охрану объектов.
В 2011 году директивой начальника Генерального штаба Вооружённых Сил России было предписано рассмотреть вариант охраны военных учебных заведений силами частных охранных организаций. При этом частные охранники уже работали в медицинских учреждениях Минобороны России.
Ликвидация подразделений военизированной охраны негативно сказывалась на обеспечении сохранности имущества Минобороны России. Так, в результате сокращения отряда военизированной охраны (104 человека), проведённого в ноябре 2009 года, не хватило сил для тушения пожара, возникшего летом 2010 года на авиационно-технической базе ВМФ России 2512 в Подмосковье. Сгорели шестнадцать хранилищ, здание клуба и несколько вспомогательных зданий.
В 2011 году была создана Военная полиция, в задачи которой входит, в том числе обеспечение охраны объектов Вооружённых Сил, перечень которых определяется Министром обороны Российской Федерации, служебных помещений органов военной прокуратуры и военных следственных органов.